# 新圍 (龍躍頭)

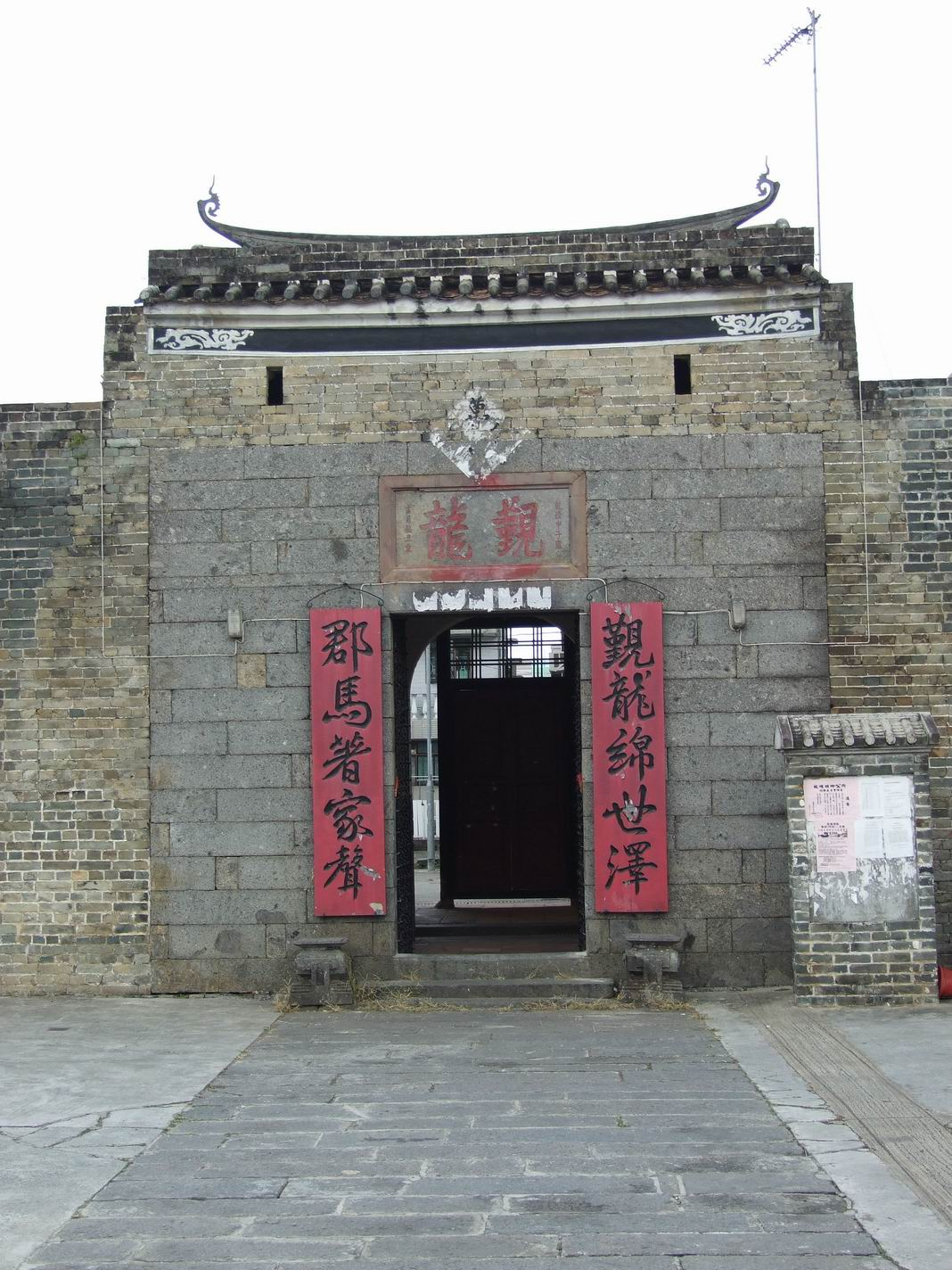
覲龍圍門樓

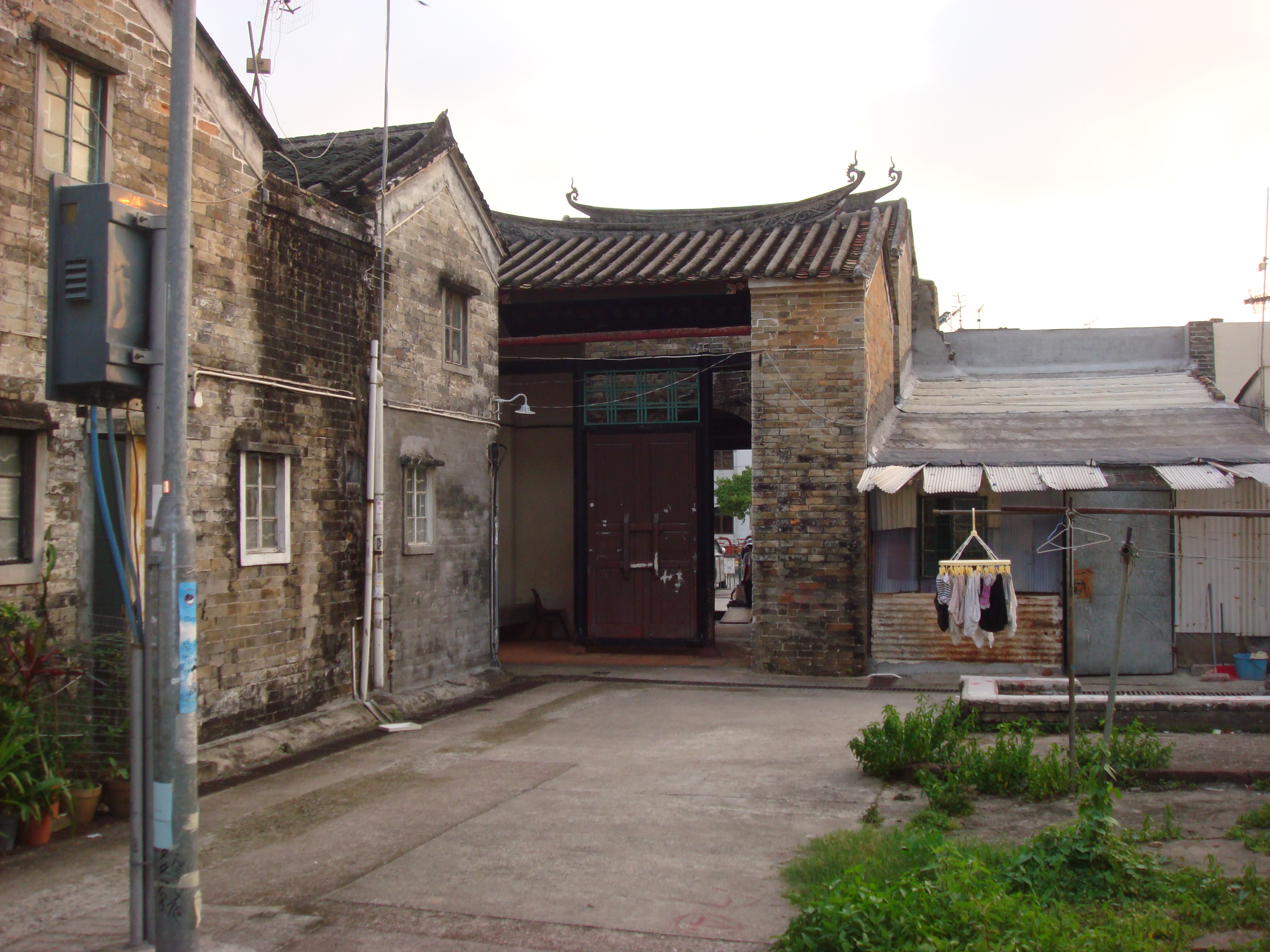
覲龍圍門樓內的空地

新圍又名覲龍圍位於香港新界粉嶺龍躍頭，是龍躍頭鄧族聚居的圍村，為龍躍頭「五圍六村」之一。圍村門樓於1988年先被列為香港法定古蹟，圍牆及更樓則於1993年被列為法定古蹟。

## 歷史
龍躍頭鄧族由錦田鄧族分支而來，據說在十四世紀時已在此建村，圍村門樓的石額刻有「覲龍乾隆甲子歲」字樣，所以圍牆可能於該年（乾隆甲子年即1744年）才興建。

## 結構

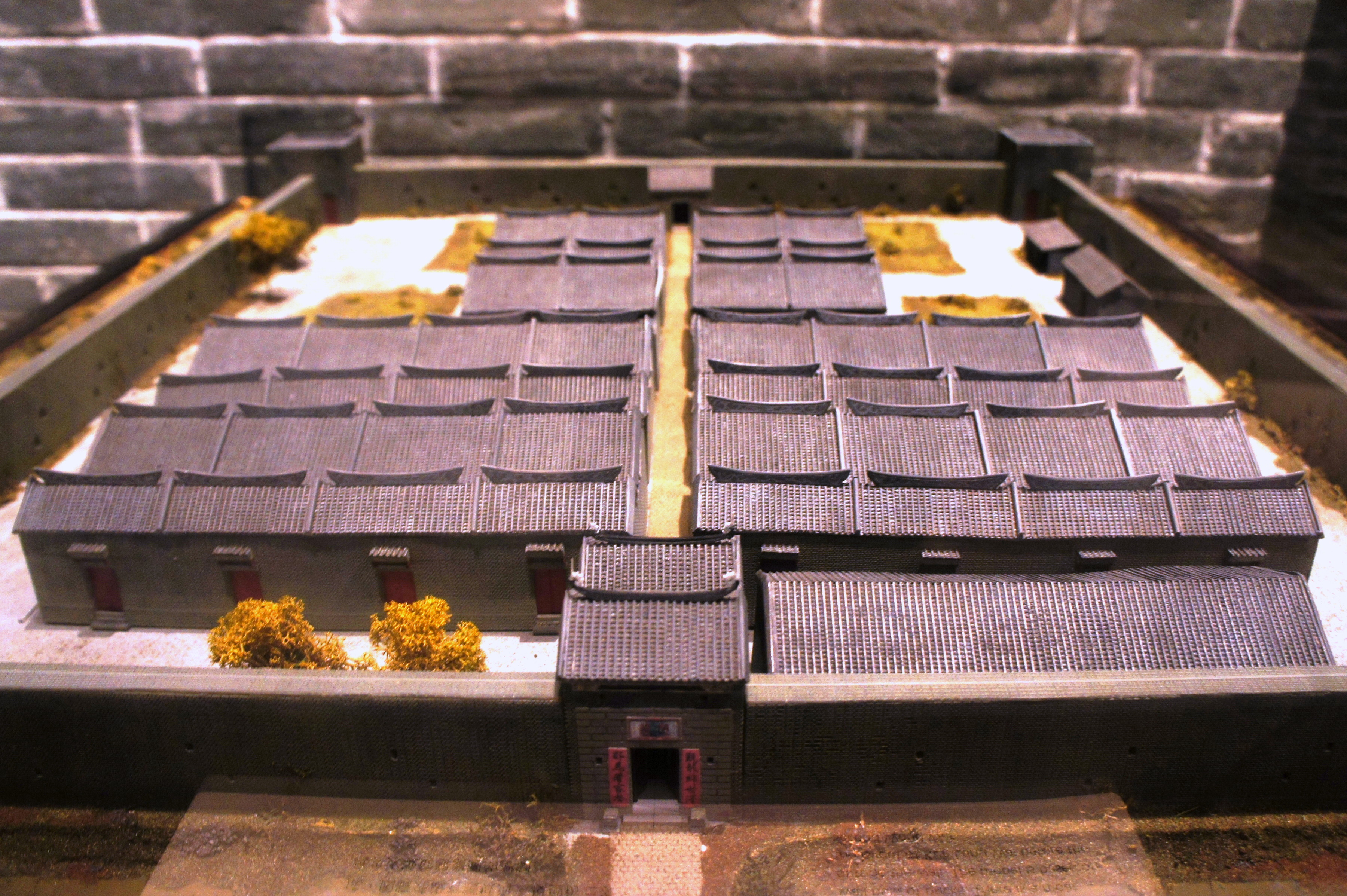
覲龍圍模型顯示第二次世界大戰前覲龍圍的外貌（香港文化博物館展品）

覲龍圍四面有磚牆環繞，約四米高，以青磚築砌而成，牆身有鎗孔，四角建有更樓，供守望之用，門樓位於北面，是獨特的兩進式建築結構，外圍用磨平青麻可砌成，樓頂有四正脊成船形裝飾十分別緻，圍門裝有連環鐵門，並有對聯寫上「覲龍綿世澤　郡馬著家聲」。原有護城河環繞圍村，但現已填平成為停車場。圍內布局基本依舊，正中主巷盡頭為神壇，供奉文武二帝，與正門相對。圍內舊房舍已遭拆卸及改建成新型村屋。

## 維修
圍村門樓於1988年修復完工，於門樓公告為古蹟後，圍村司理同意將圍牆及四角更樓列為古蹟。當時圍牆及更樓部分已倒塌，修繕工程由政府資助，於1994至95年全面重修。

## 覲龍村
覲龍村位於覲龍圍以西，是建有大量新型村屋的村落。
食物環境衛生署於二零零七年仲春完成翻新區域市政局遺產——旱廁（編號：N-64，位於覲龍圍青磚圍牆西北方，大榕樹下，垃圾站旁邊），將其改為沖水式廁所，並予以擴充，設有坐廁、自動電子水龍頭、乾手機，女廁廁格數目增加，以及另設殘疾人士廁格，改善廁所內外照明系統，方便殘障人士、遊客與本地村民使用。

## 外部連結
- 古物古蹟辦事處：覲龍圍門樓
- 古物古蹟辦事處：覲龍圍圍牆及更樓